# District de Gonesse
Le district de Gonesse est une ancienne division administrative française du département de Seine-et-Oise de 1790 à 1795.

## Composition
Il était composé des cantons de Gonesse, Ecouen, Livry, Louvres, Luzarches et Montmorency.